# Xenacanthippus hainanensis
Xenacanthippus hainanensis är en insektsart som beskrevs av Tinkham 1940. Xenacanthippus hainanensis ingår i släktet Xenacanthippus och familjen gräshoppor. Inga underarter finns listade i Catalogue of Life.